# امسله
امسله (به سوئدی: Åmsele) یک منطقهٔ مسکونی در سوئد است که در بخش ویندلن واقع شده‌است. امسله ۰٫۸۱ کیلومتر مربع مساحت و ۲۰۹ نفر جمعیت دارد.